# HBC Taurus Plzeň
HBC Taurus Plzeň je český hokejbalový klub založený v roce 2012, který hraje okresní hokejbalovou ligu.

## Týmové úspěchy
- 2012 – 5. místo Velikonoční turnaj Beroun (8.4.2012)
- 2013 – 3. místo Memorial Pavla JACKA Voráče Horní Bříza (23.2.2013)
- 2013 – 6. místo Okresní hokejbalová liga – Západ

## Současný kádr (2012/2013)
| Pozice | #  | Jméno     | Příjmení   | Předchozí klub        |
| ------ | -- | --------- | ---------- | --------------------- |
| B      | 1  | Vít       | Suda       | HC Chotíkov B         |
| B      | 25 | Jiřina    | Kovářová   | Začátek Kariéry       |
| O      | 38 | Jan       | Laier      | HBC Mystery Plzeň     |
| O      | 44 | Radek     | Man        | TJ Snack Dobřany      |
| O      | 9  | Daniel    | Holý       | HBC Škoda Plzeň       |
| O      | 96 | Martin    | Sobotka    | HBC Rolling Balwans   |
| O      | 40 | Pavel     | Thurnwald  | HBC Plzeň-Litice      |
| O      | 17 | Michal    | Novák      | HCB Fireball 99 Plzeň |
| O      | 21 | Radek     | Sladký     | Začátek Kariéry       |
| Ú      | 23 | František | Bláhovec   | HBC Elefants Lhotka   |
| Ú      | 15 | Lukáš     | Soukup     | AHC Kardiak Plzeň     |
| Ú      | 28 | Zdeněk    | Mužík      | HBC Škoda Plzeň       |
| Ú      | 68 | David     | Havel      | HBC Elefants Lhotka   |
| Ú      | 19 | Lukáš     | Volf       | HBC Plzeň-Litice      |
| Ú      | 29 | Ondřej    | Lazna      | HBC Škoda Plzeň       |
| Ú      | 69 | Jan       | Šebek      | AHC Plzeň 2009        |
| Ú      | 43 | Petr      | Hanzlíček  | HBC Plzeň-Litice      |
| Ú      | 6  | David     | Opluštil   | HBC Plzeň-Litice      |
| Ú      | 20 | Jan       | Černík     | HBC Elefants Lhotka   |
| Ú      | 12 | Michal    | Buračinský | HBC Elefants Lhotka   |
| Ú      | 52 | Jiří      | Bělohlávek | HBC Plzeň-Litice      |
| Ú      | 26 | Miroslav  | Břečka     | Začátek Kariéry       |
| Ú      | 3  | Tomáš     | Zrno       | HBC Elefants Lhotka   |
| Ú      | 10 | Lucie     | Kalistová  | HBK Karviná           |
| Ú      | 90 | Lukáš     | Vilím      | Začátek Kariéry       |

## Změny v kádru (2012/2013)
- Přišli:

| Pozice | Jméno     | Příjmení   | Odkud                 | Poznámka       |
| ------ | --------- | ---------- | --------------------- | -------------- |
| B      | Vít       | Suda       | HC Chotíkov B         | Přestup        |
| B      | Jiřina    | Kovářová   | Začátek Kariéry       | Přestup        |
| O      | Jan       | Laier      | HBC Mystery Plzeň     | Přestup        |
| O      | Radek     | Man        | TJ Snack Dobřany      | Přestup        |
| O      | Daniel    | Holý       | HBC Škoda Plzeň       | Přestup        |
| O      | Pavel     | Thurnwald  | HBC Plzeň-Litice      | Hostování      |
| O      | Martin    | Sobotka    | HBC Rolling Balwans   | Přestup        |
| O      | Radek     | Sladký     | Začátek Kariéry       | Přestup        |
| O      | Michal    | Novák      | HCB Fireball 99 Plzeň | Přestup        |
| Ú      | František | Bláhovec   | HBC Elefants Lhotka   | Přestup        |
| Ú      | Lukáš     | Soukup     | AHC Kardiak Plzeň     | Přestup        |
| Ú      | Zdeněk    | Mužík      | HBC Škoda Plzeň       | Hostování      |
| Ú      | Michal    | Buračinský | HBC Elefants Lhotka   | Přestup        |
| Ú      | Jan       | Černík     | HBC Elefants Lhotka   | Přestup        |
| Ú      | David     | Opluštil   | HBC Plzeň-Litice      | Střídavý start |
| Ú      | Petr      | Hanzlíček  | HBC Plzeň-Litice      | Střídavý start |
| Ú      | Lukáš     | Volf       | HBC Plzeň-Litice      | Přestup        |
| Ú      | Miroslav  | Břečka     | Začátek Kariéry       | Přestup        |
| Ú      | David     | Havel      | HBC Elefants Lhotka   | Přestup        |
| Ú      | Jan       | Šebek      | AHC Plzeň 2009        | Přestup        |
| Ú      | Jiří      | Bělohlávek | HBC Plzeň-Litice      | Hostování      |
| Ú      | Lukáš     | Vilím      | Začátek Kariéry       | Přestup        |
| Ú      | Lucie     | Kalistová  | HBK Karviná           | Přestup        |
| Ú      | Tomáš     | Zrno       | HBC Elefants Lhotka   | Přestup        |
| Ú      | Ondřej    | Lazna      | HBC Škoda Plzeň       | Přestup        |